# 加藤芳規
加藤 芳規（かとう よしき、1992年6月29日 - ）は、埼玉県吉川市出身のハンドボール選手。日本ハンドボールリーグのトヨタ車体所属。

## 経歴
浦和学院高等学校時代は2010年に第4回男子ユースアジア選手権の日本代表U-19に選出。
高校卒業後は筑波大学へ進学。2012年には第13回男子ジュニアアジア選手権の日本代表U-21に選出された。
2013年は第1回U-22東アジア選手権の日本代表に選出。
2015年に日本ハンドボールリーグのトヨタ車体へ加入。同年5月の第5回全日本社会人ハンドボール選手権大会では最優秀新人賞を受賞した。2015-16年シーズンは11試合に出場。
2016-17年シーズンは13試合に出場した。
2017-18年シーズンは7mスロー阻止率賞（.419）を受賞した。

## 詳細情報

### 年度別成績
| 年       | チーム     | 試合 | FS 阻止 | 率   | 7m 阻止 | 率   |
| -------- | ---------- | ---- | ------- | ---- | ------- | ---- |
| 2015-16  | トヨタ車体 | 11   | 69/180  | .383 | 4/19    | .211 |
| 2016-17  | トヨタ車体 | 13   | 30/79   | .380 | 4/23    | .174 |
| 2017-18  | トヨタ車体 | 21   | 69/192  | .359 | 13/31   | .419 |
| 2018-19  | トヨタ車体 | 17   | 58/143  | .406 | 12/47   | .255 |
| JHL：4年 | JHL：4年   | 62   | 226/594 | .380 | 33/120  | .275 |

- 各年度の太字はリーグ最高

### タイトル・表彰

#### 日本ハンドボールリーグ
- 7mスロー阻止率賞：1回 (2017年)

#### 社会人選手権
- 最優秀新人賞 (2015年)

### 背番号
- 12 (2015年 - )

## 代表歴

### 日本代表U-24
- 世界学生選手権 (2014年・2016年)

### 日本代表U-22
- U-22東アジア選手権 (2013年)

### 日本代表U-21
- ジュニアアジア選手権 (2012年)

### 日本代表U-19
- ユースオリンピックアジア予選 (2009年)
- アジアユース選手権 (2010年)